# بوریس لوکومسکی
بوریس لوکومسکی (روسی: Борис Семёнович Лукомский؛ زادهٔ ۶ ژوئن ۱۹۵۱) ورزشکار شمشیربازی اهل اتحاد جماهیر شوروی سوسیالیستی است.
وی در مسابقات کشوری و بین‌المللی در مجموع برندهٔ ۱ مدال برنز شده‌است.